# Saison 2010 de la Ligue canadienne de football
Navigation
2009 2011
2010 est la 53e saison de la Ligue canadienne de football et la 125e saison depuis la fondation de la Canadian Rugby Football Union en 1884.

## Événements
Comme l'année précédente, quelques changements aux règlements de jeu sont adoptés à la suite d'un appel de suggestions des amateurs canadiens.
- On annule un changement fait l'année précédente : il est de nouveau permis à une équipe contre laquelle un botté de placement vient d'être marqué de reprendre possession du ballon à sa ligne de 35 verges (yards en Europe).
- En prolongation, une équipe qui marque un touché doit tenter une transformation de deux points.
- Une pénalité pour interférence de passe ne sera pas appliquée si la passe est jugée impossible à attraper.
- La pénalité pour ne pas avoir respecté la zone de protection de 5 verges sur un botté est réduite de 15 à 5 verges si le ballon touche le sol avant de toucher un joueur, ou s'il touche involontairement un joueur de l'équipe qui a botté[1].

## Classements
| Clt   | Équipe                   | PJ | V  | D  | N | BP  | BC  | Pts |
| ----- | ------------------------ | -- | -- | -- | - | --- | --- | --- |
| +001, | Alouettes de Montréal    | 18 | 12 | 6  | 0 | 521 | 475 | 24  |
| +002, | Tiger-Cats de Hamilton   | 18 | 9  | 9  | 0 | 481 | 450 | 18  |
| +003, | Argonauts de Toronto     | 18 | 9  | 9  | 0 | 373 | 442 | 18  |
| +004, | Blue Bombers de Winnipeg | 18 | 4  | 14 | 0 | 464 | 485 | 8   |

| Clt   | Équipe                           | PJ | V  | D  | N | BP  | BC  | Pts |
| ----- | -------------------------------- | -- | -- | -- | - | --- | --- | --- |
| +001, | Stampeders de Calgary            | 18 | 13 | 5  | 0 | 626 | 459 | 26  |
| +002, | Roughriders de la Saskatchewan   | 18 | 10 | 8  | 0 | 497 | 488 | 20  |
| +003, | Lions de la Colombie-Britannique | 18 | 8  | 10 | 0 | 466 | 466 | 16  |
| +004, | Eskimos d'Edmonton               | 18 | 7  | 11 | 0 | 382 | 545 | 14  |

## Séries éliminatoires

### Demi-finale de la division Ouest
- 14 novembre : Lions de la Colombie-Britannique 38 - Roughriders de la Saskatchewan 41 (Prol)

### Finale de la division Ouest
- 21 novembre : Roughriders de la Saskatchewan 20 - Stampeders de Calgary 16

### Demi-finale de la division Est
- 14 novembre : Argonauts de Toronto 16 - Tiger-Cats de Hamilton 13

### Finale de la division Est
- 21 novembre : Argonauts de Toronto 17 - Alouettes de Montréal 48

### 98ecoupe Grey
- 28 novembre : Les Alouettes de Montréal gagnent 21-18 contre les Roughriders de la Saskatchewan au stade du Commonwealth à Edmonton (Alberta).

## Honneurs individuels
- Joueur par excellence : Henry Burris (QA), Stampeders de Calgary
- Joueur défensif par excellence : Markeith Knowlton (en) (SEC), Tiger-Cats de Hamilton
- Joueur de ligne offensive par excellence : Ben Archibald (en) (BL), Stampeders de Calgary
- Joueur canadien par excellence : Andy Fantuz (en) (RÉ), Roughriders de la Saskatchewan
- Recrue par excellence : Solomon Elimimian (SEC), Lions de la Colombie-Britannique
- Joueur des unités spéciales par excellence :  Chad Owens (SRB), Argonauts de Toronto